# ساختمان‌های تنفسی
ساختمان‌های تنفسی ((نام علمی: Breathing Buildings)) یک مفهوم نوآورانه در طراحی معماری هستند که بر بهینه‌سازی تهویه طبیعی، کاهش مصرف انرژی، و بهبود کیفیت هوای داخلی تمرکز دارند. این نوع معماری با ترکیب دانش سنتی، فناوری‌های پیشرفته و طراحی‌های خلاقانه، محیط‌هایی پایدار و راحت ایجاد می‌کند که تأثیرات مثبت زیست‌محیطی و اجتماعی فراوانی دارند.

## پیشینه تاریخی
ایده استفاده از تهویه طبیعی در معماری به دوران باستان بازمی‌گردد. در ایران، بادگیرها نقش کلیدی در بهینه‌سازی جریان هوا در خانه‌های سنتی داشتند. این ساختارها با استفاده از اختلاف دمای بیرون و داخل، جریان هوا را هدایت کرده و دمای داخلی را تعدیل می‌کردند. در هند، پنجره‌های مشبک و طراحی حیاط‌ها به ایجاد سایه و تهویه کمک می‌کردند. در مناطق مدیترانه، استفاده از دیوارهای ضخیم و حیاط مرکزی در تنظیم دما و بهبود تهویه طبیعی نقش مهمی ایفا می‌کرد. این رویکردها نشان می‌دهند که تهویه طبیعی از دیرباز بخشی از معماری پایدار بوده است.
در قرون وسطی، معماری اروپایی نیز بر بهینه‌سازی جریان هوا متمرکز بود. قلعه‌ها و کلیساها با طراحی برج‌های بلند و پنجره‌های استراتژیک، هوای تازه را به داخل هدایت کرده و تهویه طبیعی را تسهیل می‌کردند. این رویکردها به تدریج با ورود سیستم‌های مکانیکی در دوران انقلاب صنعتی تغییر کرد. با این حال، بحران‌های زیست‌محیطی در قرن بیستم، بازگشتی به طراحی پایدار و استفاده از تهویه طبیعی را ضروری ساخت.

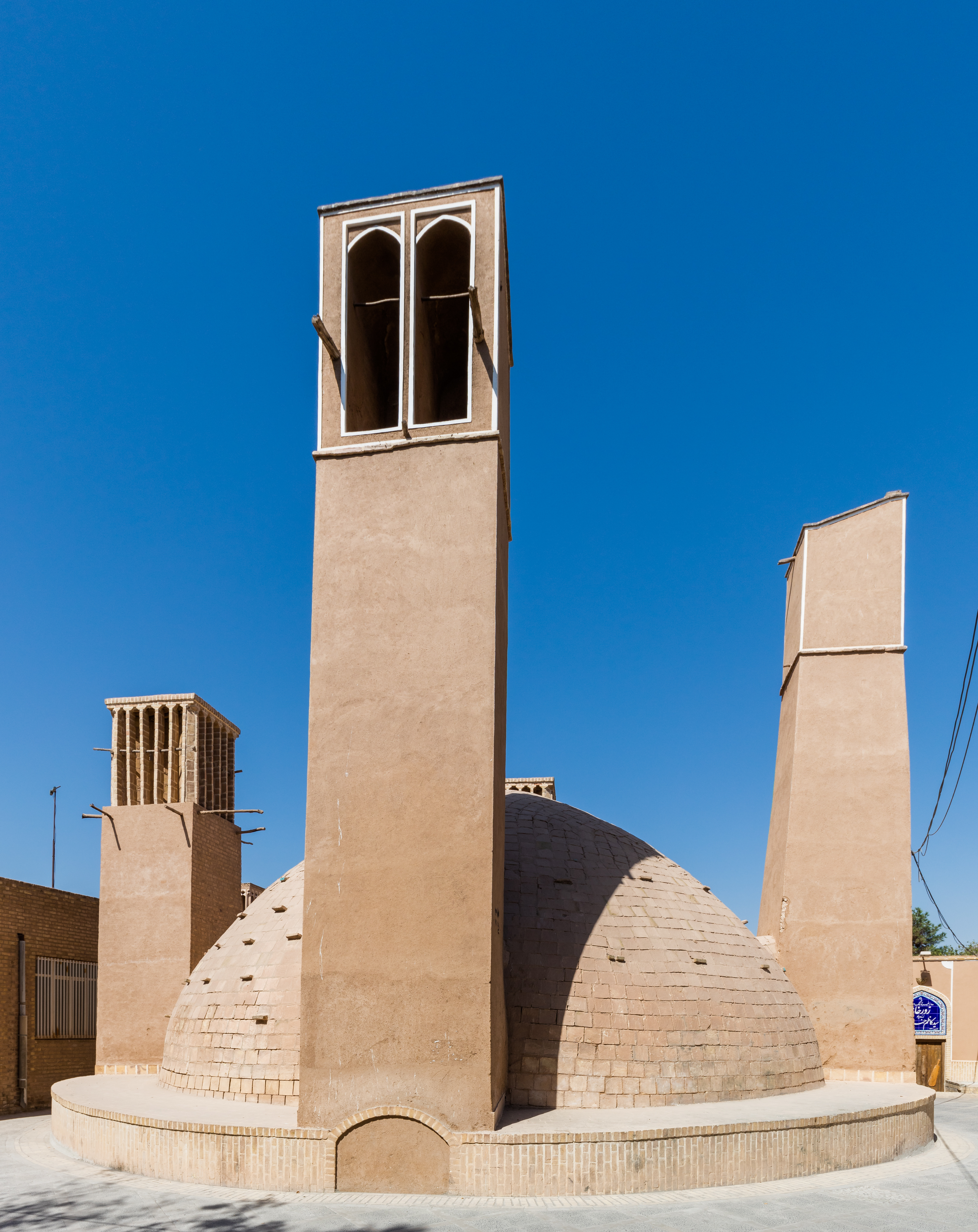
ساختمان های یزد، ایران

## مفهوم و اصول ساختمان‌های تنفسی
ساختمان‌های تنفسی با ترکیب اصول مدرن و سنتی، محیط‌های سالم و کارآمدی را ایجاد می‌کنند. این اصول شامل موارد زیر هستند:
- استفاده از تهویه طبیعی: تهویه طبیعی یکی از اساسی‌ترین اصول این ساختمان‌هاست. جریان باد و اثر دودکشی برای گردش هواوکاهش دمای داخلی استفاده می‌شود. این روش نه‌تنها انرژی مصرفی را کاهش می‌دهد، بلکه کیفیت هوای داخلی را نیز بهبود می‌بخشد. ملقاف[۲]

ملقاف

- عایق‌بندی پویا: استفاده از موادی که علاوه بر عایق‌بندی، توانایی فیلتر کردن هوا و بازیابی گرما را دارند. این فناوری‌ها با کاهش نیاز به سیستم‌های مکانیکی، مصرف انرژی را به حداقل می‌رسانند.[۳]
- طراحی فرم بهینه: فرم ساختمان‌ها طوری طراحی می‌شود که جریان هوا به‌طور مؤثری هدایت شود. این امر با استفاده از شبیه‌سازی‌های دینامیک سیالات محاسباتی (CFD) امکان‌پذیر است.[۴]

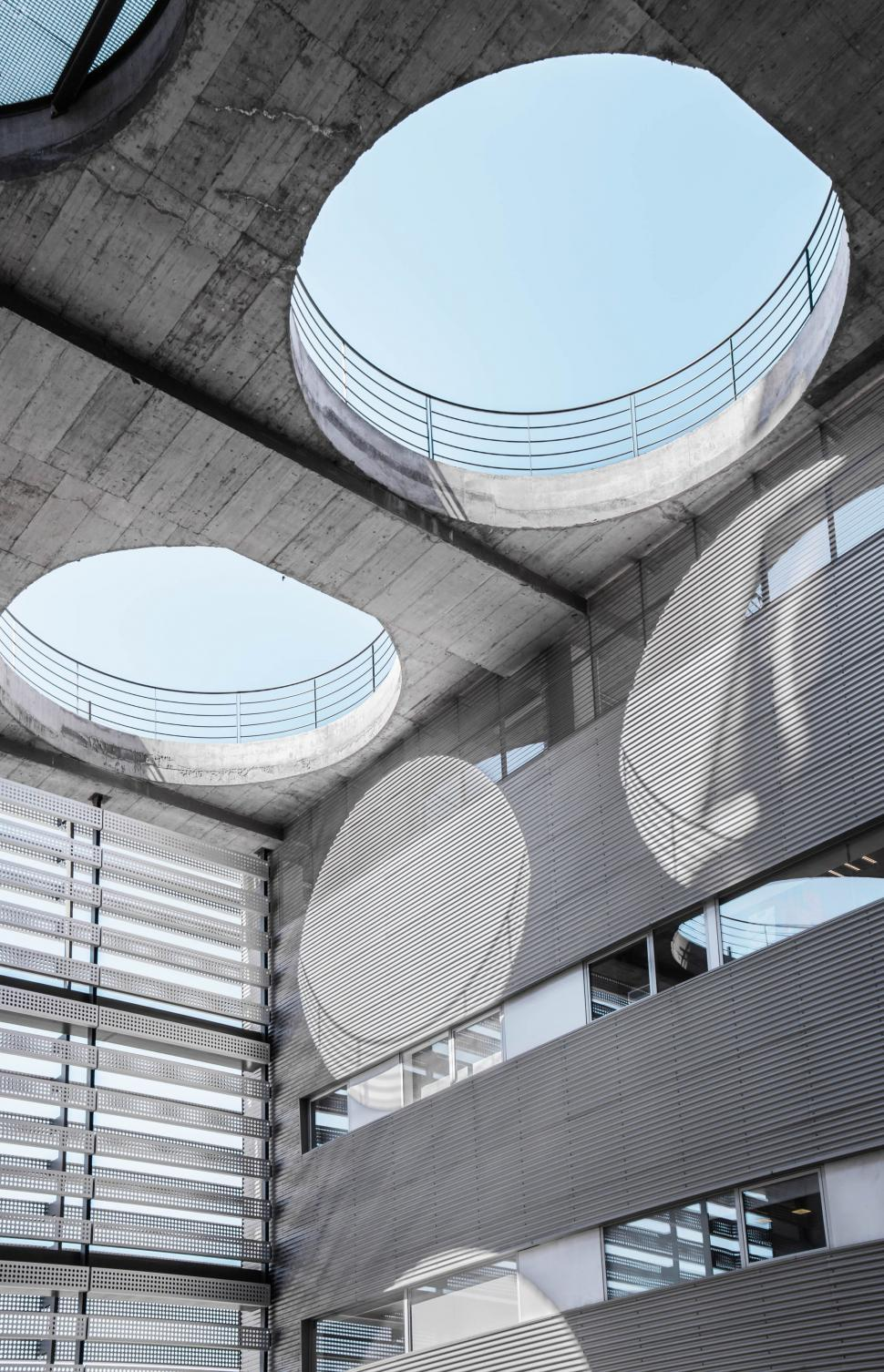
ساختمان با سه پنجره دایره و نورگیر

- ادغام فضاهای سبز: پوشش گیاهی و فضاهای سبز نقش مهمی در تنظیم دما و بهبود کیفیت هوا دارند. این فضاها به‌ویژه در مناطق شهری به کاهش آلودگی و ایجاد محیط‌هایی دلپذیر کمک می‌کنند.

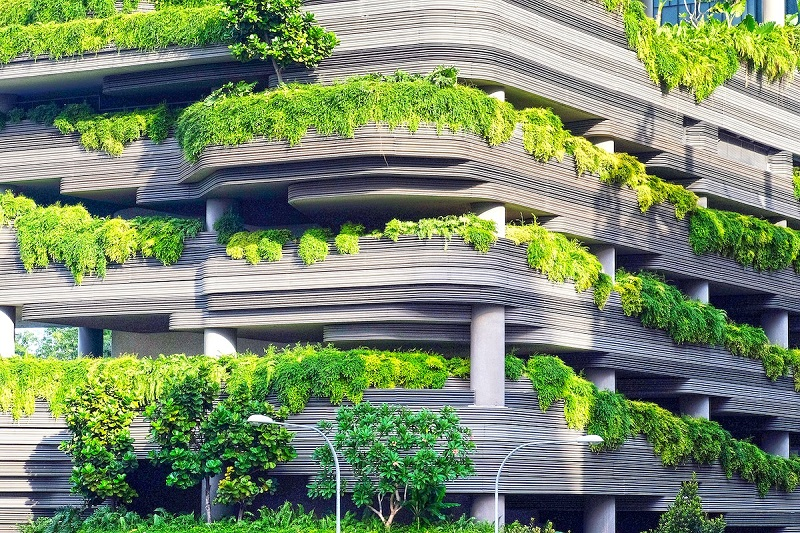
آینده معماری

- مدیریت جریان هوا: طراحی دهانه‌ها و بازشوها برای هدایت مناسب جریان هوا.

این اصول می‌توانند شامل ارتفاع متفاوت بازشوها، استفاده از شیارهای عمودی و نصب پرده‌های متحرک باشند.
- ادغام فناوری‌های هوشمند: استفاده از حسگرهای پیشرفته برای تنظیم خودکار تهویه و دما.

این حسگرها می‌توانند شرایط محیطی را پایش کرده و جریان هوا را بهینه‌سازی کنند.

## ویژگی‌های کلیدی ساختمان‌های تنفسی
- عایق‌بندی پویا: فناوری عایق‌بندی پویا از فیبرهای خاصی استفاده می‌کند که توانایی فیلتر کردن ذرات معلق و بازیابی گرمای هدررفته را دارند. این فناوری به ایجاد محیطی سالم و کارآمد کمک می‌کند.[۷]
- شبیه‌سازی‌های دینامیک: استفاده از CFD برای طراحی بهینه فرم‌های معماری و تقویت تهویه طبیعی.

این شبیه‌سازی‌ها به معماران امکان می‌دهد تا تصمیمات آگاهانه‌تری بگیرند.
- مواد بومی و طبیعی: استفاده از مواد سنتی مانند آجر، سنگ و چوب برای ایجاد سازه‌هایی که با محیط زیست سازگار هستند و دمای داخلی را بهتر تنظیم می‌کنند.[۹]
- فضاهای باز: طراحی فضاهای باز مانند حیاط‌ها و تراس‌ها که گردش هوا را تسهیل کرده و فضای تفریحی ایجاد می‌کنند.
- کنترل هوشمند: استفاده از حسگرهای پیشرفته برای مدیریت تهویه و دما. این فناوری می‌تواند تهویه طبیعی را به‌طور خودکار تنظیم کند و کارایی ساختمان را افزایش دهد.

۶. هماهنگی با اقلیم: طراحی ساختمان‌ها به گونه‌ای که با شرایط اقلیمی منطقه هماهنگ باشد. برای مثال، استفاده از سایه‌بان‌ها در مناطق گرمسیری یا دیوارهای عایق در مناطق سردسیر.

## مطالعات و پژوهش‌ها

### مطالعات موردی در مدارس هند
یک پژوهش بر روی چهار مدرسه ابتدایی در هند نشان داد که طراحی مناسب شامل جهت‌گیری ساختمان، مکان پنجره‌ها، و انتخاب مواد می‌تواند مصرف انرژی را تا ۶۰ درصد کاهش دهد و کیفیت هوای داخلی را بهبود بخشد. همچنین، گنجاندن فضاهای سبز و استفاده از مواد طبیعی به سلامت و راحتی دانش‌آموزان کمک می‌کند.
تحقیقات در زمینه عایق‌بندی پویا
مطالعات در زمینه عایق‌بندی پویا نشان داده‌اند که این سیستم‌ها در کاهش آلودگی هوا و بازیابی گرما بسیار مؤثر هستند. برای مثال، یک مدل چندلایه طراحی شده است که رفتار فیبرهای عایق را شبیه‌سازی کرده و نشان داده که این سیستم می‌تواند کیفیت هوا را به‌طور قابل‌توجهی بهبود بخشد.

## شبیه‌سازی‌های CFD
با استفاده از شبیه‌سازی‌های CFD، پژوهشگران موفق به طراحی فرم‌های ساختمانی شدند که تهویه طبیعی را تقویت کرده و مصرف انرژی را کاهش می‌دهند. این شبیه‌سازی‌ها نشان دادند که ترکیب دهانه‌های ورودی و خروجی در سطوح مختلف می‌تواند به بهبود جریان هوا کمک کند.

## تحلیل تأثیرات زیست‌محیطی
ساختمان‌های تنفسی با کاهش مصرف انرژی، انتشار دی‌اکسید کربن را کاهش می‌دهند. پژوهش‌ها نشان می‌دهند که در مناطق شهری، استفاده از این رویکرد می‌تواند تا ۳۰ درصد انتشار گازهای گلخانه‌ای را کاهش دهد. علاوه بر این، ترکیب مواد طبیعی در ساختار این ساختمان‌ها به حفظ منابع طبیعی و کاهش ضایعات کمک می‌کند.

## پژوهش‌های اجتماعی و اقتصادی
بررسی‌ها نشان می‌دهند که ساختمان‌های تنفسی علاوه بر مزایای زیست‌محیطی، می‌توانند تأثیرات اقتصادی و اجتماعی قابل توجهی داشته باشند. کاهش هزینه‌های انرژی در طولانی‌مدت می‌تواند به صرفه‌جویی مالی منجر شود و سلامت عمومی بهبود یافته از هوای پاک‌تر، بهره‌وری افراد را افزایش دهد.

## نمونه‌های اجرایی
مدارس هند: طراحی مدارس با تهویه طبیعی و فضاهای سبز در مناطق شهری، به کاهش هزینه‌های انرژی و بهبود شرایط یادگیری کمک کرده است.
مدرسه ی دخترانه ی Rajkumari Ratnavati
ساختمان‌های اداری در اروپا: استفاده از دیوارهای تنفسی در ساختمان‌های اداری اروپا به کاهش مصرف انرژی و بهبود کیفیت هوای داخلی کمک کرده است.
ساختمان اداری در لندن
پروژه‌های مسکونی در چین: طراحی ساختمان‌های مسکونی در چین با استفاده از عایق‌بندی پویا و فضاهای سبز، مصرف انرژی را کاهش داده و آلودگی هوای شهری را بهبود بخشیده است.
بیمارستان Nanjing
ساختمان‌های بیمارستانی در ژاپن: بیمارستان‌هایی با سیستم‌های تهویه طبیعی طراحی شده‌اند که علاوه بر کاهش هزینه‌های انرژی، محیطی سالم برای بیماران و کارکنان فراهم کرده‌اند.
بیمارستان Seijo Kinoshita
پروژه‌های تجاری در ایالات متحده: مراکز خرید و ساختمان‌های اداری با استفاده از طراحی تنفسی به کاهش قابل توجه هزینه‌های عملیاتی و بهبود کیفیت تجربه مشتری کمک کرده‌اند.
ساختمان فدرال سان فرانسیسکو

## مزایا و چالش‌ها

### مزایا
- بهره‌وری انرژی: کاهش مصرف انرژی از طریق استفاده از تهویه طبیعی.
- کیفیت هوای داخلی: فیلتر کردن آلاینده‌ها و بهبود سلامت ساکنان.
- پایداری: استفاده از مواد محلی و کاهش تأثیرات زیست‌محیطی.
- راحتی بیشتر: تهویه مناسب و کنترل دما محیط داخلی دلپذیری ایجاد می‌کند.
- کاهش هزینه‌های عملیاتی: ساختمان‌های تنفسی نیاز کمتری به سیستم‌های گرمایشی و سرمایشی پرهزینه دارند.

### چالش‌ها
- هزینه‌های اولیه: فناوری‌های پیشرفته می‌توانند هزینه‌بر باشند.
- پیچیدگی طراحی: بهینه‌سازی فرم‌های ساختمانی نیازمند تخصص و ابزارهای پیشرفته است.
- محدودیت اقلیمی: برخی راهکارها ممکن است در همه اقلیم‌ها کارآمد نباشند.
- نگهداری و تعمیرات: سیستم‌های پویا و حسگرهای هوشمند ممکن است نیاز به نگهداری مداوم داشته باشند.

چشم‌انداز آینده
برای گسترش استفاده از ساختمان‌های تنفسی، پژوهشگران می‌توانند در زمینه‌های زیر فعالیت کنند:
۱. توسعه ابزارهای طراحی: ایجاد نرم‌افزارها و دستورالعمل‌هایی که به معماران در گنجاندن تهویه طبیعی در طراحی کمک کنند.
۲. استفاده از فناوری‌های نوین: ترکیب سیستم‌های هوشمند با عایق‌بندی پویا و مواد نوآورانه برای افزایش کارایی.
۳. پژوهش‌های میان‌رشته‌ای: مطالعه اثرات اقتصادی، زیست‌محیطی و اجتماعی این ساختمان‌ها در مناطق مختلف.
۴. آموزش معماران: برگزاری دوره‌های آموزشی برای گسترش آگاهی از مزایای این رویکرد
۵. کاربرد در اقلیم‌های مختلف: بررسی سازگاری این فناوری‌ها در مناطق گوناگون جهان.
۶. بهبود مواد و فناوری‌ها: توسعه موادی با کارایی بالاتر برای استفاده در عایق‌بندی پویا و سیستم‌های تنفسی.
۷. طراحی مشارکتی: همکاری با جوامع محلی برای طراحی ساختمان‌هایی که نیازهای خاص آن‌ها را برآورده کنند.